# Беседнова, Наталья Владимировна
Наталья Владимировна Беседнова (род. 1 июля 1964 года, Москва, РСФСР, СССР) — российский художник-график, член-корреспондент Российской академии художеств (2012). Заслуженный художник Российской Федерации (2018).

## Биография
Родилась 1 июля 1964 года, в Москве.
В 1989 году — окончила Московский художественный институт имени В. И. Сурикова, руководители творческой мастерской — В. Г. Цыплаков, В. Н. Забелин.
С 1998 года — работает преподавателем, художником-методистом Московской государственной специализированной школы акварели Сергея Андрияки с музейно-выставочным комплексом.
С 2004 года — член Московского союза художников.
С 2012 года — доцент кафедры рисунка, живописи, композиции и изящных искусств Академии акварели и изящных искусств Сергея Андрияки.
В 2012 году — избрана членом-корреспондентом Российской академии художеств от Отделения графики.
C 2023 года — академик Российской академии художеств (Отделение графики).
Член редакционной коллегии научно-методического журнала "Secreta Artis".
Автор научных публикаций .

## Награды
- Заслуженный художник Российской Федерации (2018)